# Ya !
Ya ! est un journal hebdomadaire d'information généraliste en langue bretonne publié à Carhaix (Finistère) par la maison d'édition Keit Vimp Bev, spécialisée en littérature d'enfance et de jeunesse. (Ar sizhunieg e brezhoneg).

## Ligne éditoriale
Ya ! est un hebdomadaire d'information généraliste en breton. Il propose un traitement de l'actualité « sans esprit polémique ni partisan ». Pour ses concepteurs, il s'agit d'un « journal d'ouverture, facteur de rapprochement entre brittophones », qui propose « un regard sur tous les sujets, en Bretagne […] et dans le monde ».
De l'éditorial à la chronique, son contenu est varié avec des articles, des interviews, des dossiers. Les thèmes abordés mêlent actualité et divertissement ; ils vont « des nouvelles technologies aux récits des anciens ». Le lecteur y trouve aussi une rubrique loisirs avec une planche de bande dessinée, des jeux, des critiques de films ou de livres, des recettes de cuisine,. Côté pratique, le journal publie des petites annonces, des offres d'emploi et présente les programmes diffusés en breton sur les chaînes de télévision locales ou régionale,.
Ya ! est aussi un journal pour les adultes et les jeunes qui apprennent la langue. Le breton « en était resté aux revues mensuelles et bimensuelles d'analyse et de réflexion », estime le directeur de publication (jusqu'en 2021) Yann-Fañch Jacq,. Avec cet hebdomadaire, l'association souhaite « relier la langue écrite au quotidien » et propose un style « facile d'accès, simple et compréhensible »,,. Dans ce sens, il est à noter que les professeurs de breton du lycée Diwan, situé à Carhaix dans le Finistère, utilisent l'hebdomadaire pour servir de support pédagogique et évaluer les élèves sur leur connaissance de l’actualité,.

## Histoire

Premier logo du journal en 2005.

Après avoir créé au début des années 2000 trois publications mensuelles en breton à destination des tout-petits, des enfants et des adolescents, Yann-Fañch Jacq et la maison d'édition Keit vimp bev, basée à Laz dans le Finistère, lancent le projet d'un hebdomadaire pour adulte,. Le 6 octobre 2004, Keit vimp bev publie le no 0 d'un journal intitulé Ya ! et sous-titré Ar gazetenn sizhuniek e brezhoneg, ce qui se traduit par « Oui ! » suivi du slogan « Le journal hebdomadaire en breton »,. 10 000 exemplaires sont distribués gratuitement. L'objectif — qui semble ambitieux pour la presse régionale — est de recevoir 500 demandes d'abonnement afin de publier le no 1 en mars 2005.
Quelques mois plus tard, le pari est réussi : le premier numéro paraît le vendredi 10 juin 2005. Ya ! compte 570 abonnés et devient le premier hebdomadaire intégralement en breton depuis 60 ans. Ce lancement s'accompagne de la création de deux emplois au sein de l'association. La maquette du journal est imaginée par Owen Poho. Il est mis en page à Laz et imprimé à Girona, en Catalogne, à l'instar de l'hebdomadaire en langue occitane La Setmana. Il comprend huit pages et est diffusé sur l'ensemble de la Bretagne, principalement par abonnement,,. À l'occasion de son lancement, la maison d'édition se voit attribuer une aide de 10 000 euros via le fonds de développement local Ideca 29 (initiatives et développement Crédit agricole du Finistère). L'initiative séduit aussi France 3 Bretagne qui élit Keit vimp bev lauréat des « Prizioù » 2005 dans la catégorie « Bretonnant de l'année ».
En avril 2008, à l'occasion de la parution du 150e numéro, la maquette est rafraîchie et son contenu renouvelé. Une rubrique loisirs fait son apparition avec une bande-dessinée, des jeux de lettres et de logique. Des recettes de cuisine sont expliquées chaque semaine par Nathalie Beauvais, cheffe cuisinière et auteur de livres culinaires. La maquette propose désormais des nouvelles, un courrier des lecteurs ainsi que des services de petites annonces et d'offres d'emplois. Dernière nouveauté à noter : l'apparition d'une chronique en gallo.
En 2010, l'hebdo est publié à 1 200 exemplaires. Au mois de septembre, son impression est rapatriée en Bretagne. Le tirage est désormais réalisé sur les presses du Télégramme, à Morlaix.
« Nous nous sommes aperçu qu'il était rentable de revenir en Bretagne », explique alors Delphine Le Bras, salariée de la maison d'édition. Ce rapatriement s'accompagne d'une amélioration de la qualité d'impression, notamment en ce qui concerne les illustrations. Par ailleurs, la proximité de l'imprimeur — qui s'occupe aussi du routage — garantit un meilleur délai de distribution aux abonnés,,.
En juillet 2011, le coordinateur de rédaction Gwenael Dage quitte le journal pour la webtélé Brezhoweb,. À cette occasion, l'équipe se réorganise et marque une plus forte « volonté d’être en adéquation avec le monde actuel ». Ya ! se décline alors en articles plus courts, jusqu’à cinq pour une seule page. Les pages deux et trois restent consacrées à des articles de fond. En novembre 2011, le journal compte 1 323 abonnés.
En 2020, Nikolaz Gourvenneg devient le nouveau maquettiste du journal. Il lance, notamment, de nouveau un site internet pour le journal, www.ya.bzh. En novembre 2021 c'est Gégé Gwenn qui devient le directeur de publication. En septembre 2022, Nikolaz Gourvenneg, lui, devient le nouveau coordinateur de rédaction.

## Équipe rédactionnelle

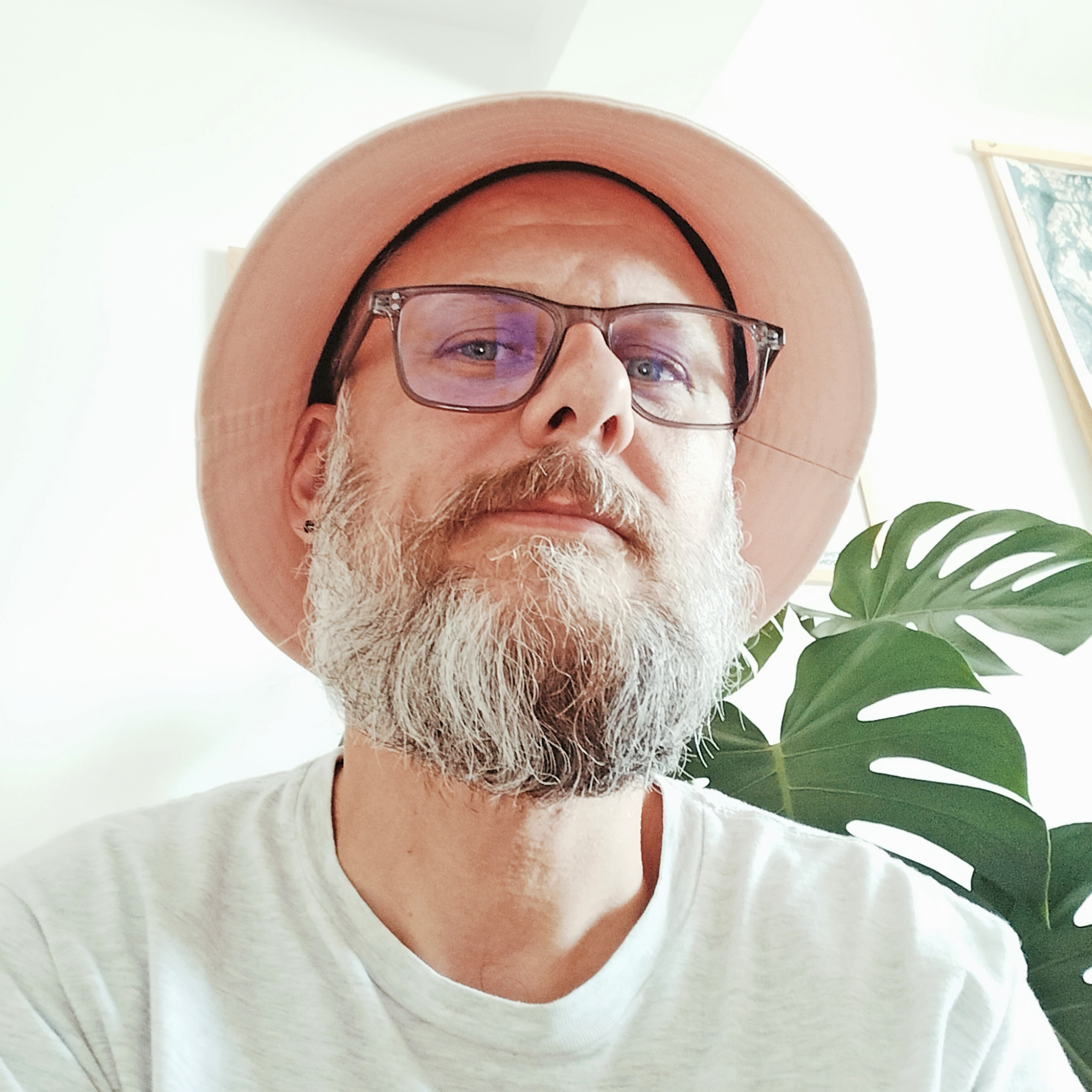
Nikolaz Gourvenneg, coordinateur de publication et maquettiste du journal

L'équipe rédactionnelle se compose du directeur de publication, du coordinateur de rédaction et de plusieurs journalistes bénévoles. Ils sont épaulés par des rédacteurs et des chargés de rubrique bénévoles issus des différentes régions de Bretagne, et prêts à fournir des articles ou des billets plus ou moins régulièrement,,,.

## Publication et diffusion
La publication du journal est assurée par la maison d'édition Keit vimp bev. Sa mise en page est effectuée dans les locaux de l'association, à Carhaix, et son impression est réalisée à Morlaix, sur les rotatives du quotidien Le Télégramme. Auparavant, de 2005 à septembre 2010, il était imprimé en Catalogne. L'imprimeur se charge aussi du routage.
Classé en presse périodique régionale généraliste, Ya ! est un hebdomadaire qui paraît chaque mardi, 52 semaines par an. En 2022, le journal propose douze pages imprimées en couleur au format tabloïd (28,9 × 41 cm). Son tirage s'élève à 1 100 exemplaires chaque semaine (+200 abonné·es à la version numérique) et il est diffusé seulement par abonnement.

## La maison d'édition Keit vimp bev
Keit vimp bev est une association loi de 1901 créée par Yann-Fañch Jacq en 1982 et basée à Laz, dans le Finistère. C'est une maison d'édition dont le nom signifie « tant que nous serons vivants » en breton et qui publie exclusivement dans cette langue. Elle édite des ouvrages de jeunesse (romans, bandes-dessinées, vidéos), des jeux et des romans pour adultes, soit une vingtaine de titres par an tirés à 500 ou 700 exemplaires, sans compter les best-sellers. Elle édite aussi deux revues mensuelles à destination des enfants, Rouzig pour les plus petits (3-8 ans) et Louarnig (8-12 ans), ainsi que l'hebdomadaire d'information Ya ! pour les adolescents et les adultes,. Son logo actuel, qui date de 2002, est une création de l'artiste douarneniste Maïna Kernalegenn.

Logo des éditions Keit vimp bev.

En 2014, l'association a pour présidente Charline Burnouf et emploie cinq personnes,. Ses tirages restent faibles au regard des équilibres habituels dans le monde de la presse et de l'édition. Les aides des collectivités publiques lui sont donc indispensables : Keit vimp bev est subventionnée par la Région Bretagne, par le département du Finistère et par la direction régionale des Affaires culturelles (DRAC). Elle a reçu plusieurs prix pour ses ouvrages et périodiques.

### La revueRouzig(3-8 ans)
Rouzig est un mensuel qui s'adresse aux enfants de 3 à 8 ans. Il propose des histoires illustrées, des jeux et une bande dessinée,,.

Logo de la revue Rouzig.

Son no 0 a été diffusé en juin 2001, rapidement suivi par la parution du no 1 en septembre 2001. Il a été créé en partenariat avec Vistedit, une société coopérative et participative occitane, dans le cadre d'un projet intitulé Coopelingua. Keit vimp bev conçoit la revue de jeunesse et les occitans en font une traduction pour réaliser le mensuel Papagai,,. La maquette commune est une réalisation d'Owen Poho. Les deux mensuels sont imprimés en Bretagne, dans le Finistère, au format 20 × 20 cm,. Rouzig a un tirage stable, autour de 700-800 exemplaires,. En parallèle, comme les enfants ne savent peut-être pas encore lire ou que leurs parents ne savent pas toujours le breton, l'abonnement à la revue peut s'accompagner des histoires racontées à télécharger.

### La revueLouarnig(8-12 ans)
Louarnig, est une revue dont le titre signifie « petit renard » et qui s'adresse aux préadolescents (8-12 ans). Lancée en 2000, elle propose des reportages, des jeux et des bandes dessinées. Sa parution est mensuelle et son format — tout en couleur — est proche du demi-tabloïd (21 × 29,5 cm). Louarnig est elle aussi imprimée dans le Finistère,.

Logo de la revue Louarnig.

Comme Rouzig, Louarnig est issu du projet Coopelingua mené en partenariat avec des Occitans. Ces derniers avaient la main sur la conception et l'impression du mensuel ; la traduction en breton étant assurée par Keit vimp bev. Mais la maison d'édition occitane devant faire face à des problèmes de moyens, la parution du mensuel devenait irrégulière. Dans le numéro 105 paru en juin 2011, l'association lazienne annonce reprendre la main : la maquette, la conception et l'impression sont depuis lors réalisés en Bretagne,,,.
Juin 2011 marque aussi l'apparition de la bande dessinée Paotr Louarn (« garçon renard »). Il s'agit d'un super-héros breton créé par Laurent Lefeuvre et inspiré des comic books américains,. Depuis 2014, Titeuf, paraît également dans les pages de la revue.

### La revueMeuriad(adolescents)

Logo de la revue Meuriad.

Meuriad, (tribu en breton) est le nom du premier mensuel en langue bretonne consacré à la bande dessinée. Lancée en 2003, la revue propose des planches originales, des traductions de bandes dessinées à succès comme Titeuf, Gabrielle B. ou Bizu mais également des reportages et des jeux. La revue disparaît en 2007 en raison d'un nombre d'abonnés insuffisant,. Liste non exhaustive d'auteurs publiés dans les pages de Meuriad :
- Christophe Babonneau
- Jean-Christophe Balan
- Lionel Chouin
- Jaap de Boer
- Jean-Claude Fournier
- Alain Goutal
- Didier Guengant
- Christophe Lazé
- David Le Treust
- Aurélien Morinière
- Nicoby
- Nikolaz
- Pépito
- Alain Robet
- Tarek
- Jacques-Henri Tournadre
- Tudu alias Tudual Huon
- Zep

### Prix
- 1996 : lauréat de l'« Alph'art », dans la catégorie « Jeunesse 7-8 ans », décernés le 26 janvier 1996 lors du 23e festival international de la bande dessinée d'Angoulême, pour Toupoil (tome 2) : le Pic de l'ours, de Serge Monfort[PN 2].
- 2003 : lauréat des « Prix régionaux pour l'avenir du breton (br) », dans la catégorie « Associations », décernés le 17 mai 2003 par le Conseil régional de Bretagne et l'Office de la langue bretonne, pour le lancement du magazine Meuriad[PA 2],[PL 6].
- 2005 : lauréat des « Prizioù », dans la catégorie « Bretonnant de l'année », décernés en 2005 par France 3 Bretagne pour le lancement du journal Ya !.